# Parton (Physik)
In der Teilchenphysik der späten 1960er Jahre waren die Partonen hypothetische Elementarteilchen, die im „Partonenmodell“ der starken Wechselwirkung die Hauptbestandteile des Hadrons darstellten. Der Name geht auf den Physiker Richard Feynman zurück. In den 1970er Jahren wurde mit der Theorie der Quantenchromodynamik (QCD) gezeigt, dass Hadronen aus den von Murray Gell-Mann postulierten Quarks bestehen – Feynman wurde bei der Namensgebung überstimmt, nunmehr spricht man von Quarks und Gluonen als Bestandteilen eines Hadrons.
Die QCD beschreibt die Wechselwirkung in Kernen detaillierter als das Partonenmodell. Letzteres wird aber auch heute noch gebraucht, um gewisse Aspekte der Wechselwirkungen bei sehr kleinen Abständen zu beschreiben.

## Partonverteilungsfunktionen

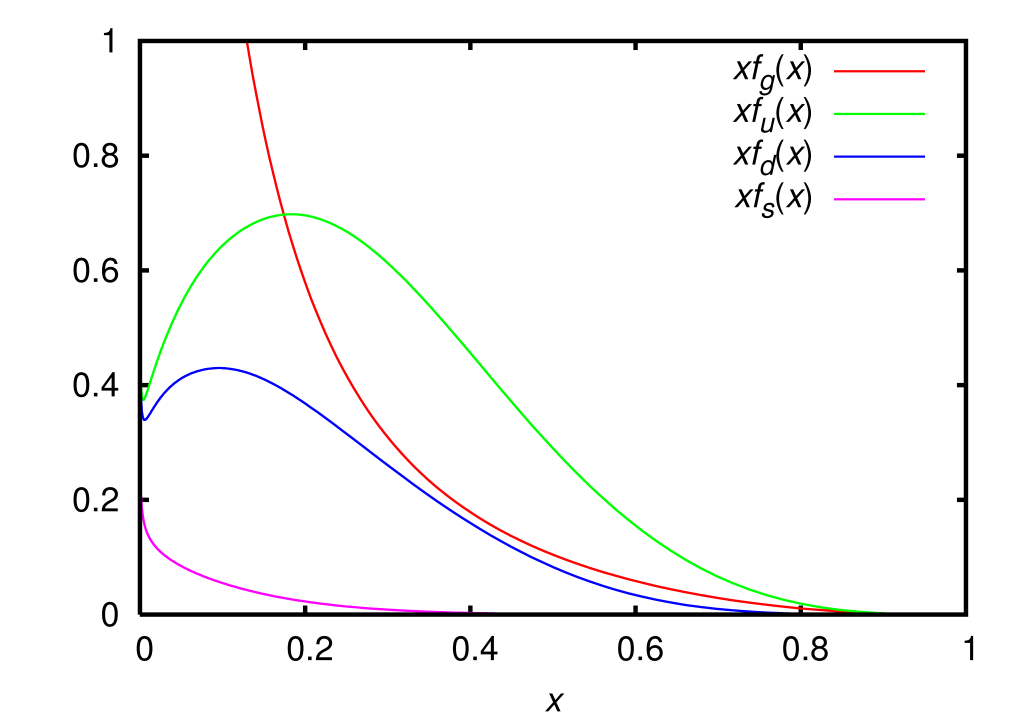
Die CTEQ6-PDFs im M̅S̅-Renormierungsschema bei Q = 2 GeV für Gluonen (rot), Up- (grün), Down- (blau) und Strange-Quarks (violett). Aufgetragen ist das Produkt aus longitudinalem Impulsanteil x und der Verteilungsfunktion f gegen x.

Die Partonverteilungsfunktionen (parton distribution functions, PDF) geben die Wahrscheinlichkeit an, ein Teilchen mit einem bestimmten longitudinalen Impulsanteil x und dem Impulsübertrag Q2 in einem Hadron zu finden. Die Partonverteilungsfunktionen können aufgrund nichtperturbativer Effekte der QCD nicht störungstheoretisch ermittelt werden. Die bekannten Partonverteilungsfunktionen stammen daher (und wegen Beschränkungen der Gittereichtheorie) aus experimentellen Daten.
Es gibt mehrere, von verschiedenen Gruppen auf der ganzen Welt ermittelte, Verteilungsfunktionen. Die wichtigsten sind:
- CTEQ, von der CTEQ-Kollaboration
- GRV, von M. Glück, E. Reya und A. Vogt
- MRST, von A. D. Martin, R. G. Roberts, W. J. Stirling und R. S. Thorne